# La Terrasse (film, 1980)
Pour les articles homonymes, voir La Terrasse.
Pour plus de détails, voir Fiche technique et Distribution.
La Terrasse (titre original : La terrazza) est un film franco-italien d'Ettore Scola sorti en 1980.

## Synopsis
Des amis de longue date, appartenant aux milieux de la gauche culturelle, se retrouvent pour une rituelle soirée-buffet sur la vaste terrasse romaine de l'un d'entre eux. La caméra se promène et surprend des bribes de conversations, puis s'attache à un personnage qu'elle suit dans sa vie, avant de revenir à la soirée et de suivre la vie d'un autre. L'enthousiasme de la jeunesse a laissé place à l'amertume et aux constats d'échecs, autant professionnels que sentimentaux.
Le film suit successivement Enrico, scénariste à court d'inspiration, Luigi, journaliste que sa femme quitte, Sergio, un responsable de la RAI, la télévision publique, anorexique et déprimé, Amedeo, producteur de cinéma, et Mario, député communiste, qui a une liaison.

## Fiche technique
- Titre original : La terrazza
- Titre français : La Terrasse
- Réalisation : Ettore Scola
- Scénario : Agenore Incrocci, Furio Scarpelli, Ettore Scola
- Musique : Armando Trovaioli
- Direction artistique : Luciano Ricceri
- Costumes : Ezio Altieri
- Photographie : Pasqualino De Santis
- Son : Vittorio Massi
- Montage : Raimondo Crociani
- Costumes : Ezio Altieri
- Maquillage : Francesco Freda
- Production : Pio Angeletti et Adriano de Micheli
- Sociétés de production : Dean Films, Les Films Marceau-Cocinor
- Sociétés de distribution :
  - Italie : 8 février 1980
  - France : 26 septembre 1980
- Pays d'origine : Italie, France
- Couleur
- Durée : 155 minutes
- Année : 1980
- Affiche : René Ferracci (France)

## Distribution
- Ugo Tognazzi : Amedeo, producteur de cinéma
- Jean-Louis Trintignant : Enrico D'Orsi, scénariste travaillant pour Amedeo
- Marcello Mastroianni : Luigi, journaliste
- Serge Reggiani : Sergio Stiller, responsable de la RAI
- Vittorio Gassman : Mario, député communiste
- Stefano Satta Flores (VF: Gerard Hernandez) : Tizzo, critique cinématographique
- Ombretta Colli : Enza, épouse d'Amedeo
- Milena Vukotic : Emanuela D'Orsi, épouse d'Enrico
- Carla Gravina : Carla, épouse séparée de Luigi
- Stefania Sandrelli : Giovanna Cerioni, épouse de Bruno Cerioni et maîtresse de Mario
- Maurizio Micheli : Bruno Cerioni, publicitaire
- Galeazzo Benti : Galeazzo, chansonnier rentré récemment du Venezuela (où il repart à la fin du récit)
- Marie Trintignant : Isabella, jeune observatrice des participants à la soirée
- Agenore Incrocci : lui-même / Emilio, psychiatre
- Marie-Claire Solleville : Marcella Dorazio
- Leo Benvenuti, Ugo Gregoretti, Venantino Venantini, Margherita Horowitz, Elisa Mainardi, Prudenzio Molero, Vittorio Zinny : des invités à la soirée
- Olimpia Carlisi : l'invitée féministe à la soirée
- Mino Monicelli : le président de la RAI
- Helena Ronee : la maîtresse de maison
- Claudio Sestieri : le fils d'Enrico
- Graziella Galvani : l'écrivaine
- Francesco Maselli : lui-même
- Ritza Brown : la fille chez Luigi
- Simonetta Del Frate : Ada
- Elena Fabrizi : Signora Costanza

## Commentaires

### Le personnage de Sergio etLe Capitaine Fracasse
Dans le film, Sergio (Serge Reggiani), anorexique, meurt au début du tournage d'une adaptation du Capitaine Fracasse de Théophile Gautier pour la RAI ; c'est un projet qui lui tient à cœur depuis longtemps, mais la direction de la RAI lui impose en fin de compte l'adaptation « avant-gardiste » d'un jeune scénariste cynique ou inconscient ; on impose aussi à Sergio une réduction drastique de l'espace de son bureau grâce à des panneaux mobiles, pour bien lui faire comprendre qu'il est « au placard » ; il se suicide en s'ensevelissant sous la neige carbonique prévue pour une scène du film. 
On peut remarquer que, dix ans plus tard, Ettore Scola tourne une version du roman, Le Voyage du capitaine Fracasse (1990).

### Age-Scarpelli en 1980
Le scénario du film est de « Age, Scarpelli et Scola », mais on est loin des comédies acerbes des années 1960 scénarisées par le duo Age-Scarpelli : au début des années 1980, « la chair est triste » et les personnages n'ont plus envie de rire, bien qu'Amadeo ne cesse de répéter à Enrico : Fa ridere (Fais-les rire, Make 'Em Laugh).
La jeune fille jouée par Marie Trintignant (rôle pratiquement muet, mais récurrent dans les soirées), est là pour rappeler qu'une génération a passé et que les héros ont fait leur temps.

## Distinctions
- Prix du meilleur second rôle féminin au Festival de Cannes 1980 (Carla Gravina, ex æquo avec Milena Dravić, dans Traitement spécial)
- Prix du scénario et des dialogues au Festival de Cannes 1980